# 2000 Гершель
2000 Гершель (2000 Herschel) — астероїд головного поясу, відкритий 29 липня 1960 року.
Тіссеранів параметр щодо Юпітера — 3,377.